# Tantal carbide
Tantan carbide là một cái tên để chỉ chung một nhóm các hợp chất hóa học vô cơ gồm thành phần là hai nguyên tố tantan và cacbon với công thức thực nghiệm TaCx, trong đó x thường thay đổi từ 0.4 đến 1. Những hợp chất này đều rất cứng, giòn, dùng làm vật liệu gốm chịu nhiệt và chất dẫn điện.
Các hợp chất này tồn tại dưới dạng bột màu xám nâu, thường được xử lý bằng phương pháp thiêu kết. Là vật liệu tinh thể quan trọng, tantan carbide được sử dụng với mục đích thương mại trong các thanh công cụ để cắt vật ghép và đôi khi được thêm vào hợp kim wolfram carbide.
Các điểm nóng chảy của các hợp chất tantan carbide rất cao, với mức nhiệt độ rơi vào khoảng 3880°C và tùy theo điều kiện độ tinh khiết và đo lường; giá trị này là một trong những điểm nóng chảy cao nhất cho các hợp chất nhị phân.. Chỉ có tantan hafni carbide mới có thể có điểm nóng chảy cao hơn một chút, ở nhiệt độ khoảng 3942 °C,,  trong khi điểm nóng chảy của hafni carbide tương đương với TaC.